# Inès Ibbou
Inès Ibbou (arabisch إيناس إيبو; * 5. Januar 1999 in Algier) ist eine algerische Tennisspielerin.

## Karriere
Ibbou begann mit fünf Jahren das Tennisspielen und ihr bevorzugter Spielbelag ist der Sandplatz. Sie spielt bevorzugt auf der ITF Women’s World Tennis Tour, wo sie bislang drei Einzel- und neun Doppeltitel gewinnen konnte.
Bei den French Open 2016 erreichte sie im Juniorinnendoppel mit ihrer Partnerin Eleni Christofi das Viertelfinale.
Bei den Qatar Total Open 2020 erhielt sie eine Wildcard für die Qualifikation, wo sie aber bereits in der ersten Runde gegen Tímea Babos mit 1:6 und 3:6 verlor.
Im Jahr 2015 spielte Ibbou erstmals für die algerische Billie-Jean-King-Cup-Mannschaft; ihre Billie-Jean-King-Cup-Bilanz weist bislang 8 Siege bei 5 Niederlagen aus.

## Turniersiege

### Einzel
| Nr. | Datum              | Turnier  | Kategorie   | Belag | Finalgegnerin      | Ergebnis       |
| --- | ------------------ | -------- | ----------- | ----- | ------------------ | -------------- |
| 1.  | 15. September 2013 | Tlemcen  | ITF $10.000 | Sand  | Amandine Cazeaux   | 6:1, 6:1       |
| 2.  | 17. September 2017 | Hammamet | ITF $15.000 | Sand  | Warwara Gratschowa | 3:6, 7:64, 6:0 |
| 3.  | 21. Mai 2022       | Oran     | ITF W15     | Sand  | Lexie Stevens      | 6:4, 6:2       |

### Doppel
| Nr. | Datum              | Turnier               | Kategorie   | Belag             | Partnerin                | Finalgegnerinnen                                       | Ergebnis           |
| --- | ------------------ | --------------------- | ----------- | ----------------- | ------------------------ | ------------------------------------------------------ | ------------------ |
| 1.  | 1. Dezember 2013   | Nules                 | ITF $10.000 | Sand              | Noelia Bouzo Zanotti     | Maria del Rosario Canero Perez Maria Jose Luque Moreno | 7:5, 6:4           |
| 2.  | 10. September 2017 | Hammamet              | ITF $15.000 | Sand              | Isabella Tcherkes Zade   | Victoria Bosio Maria Fernanda Herazo Gonzalez          | 6:1, 6:4           |
| 3.  | 2. Januar 2021     | Monastir              | ITF W15     | Hartplatz         | Anna Sisková             | Fiona Ganz Elena Gemović                               | 6:3, 6:1           |
| 4.  | 9. Januar 2021     | Monastir              | ITF W15     | Hartplatz         | Darja Astachowa          | Manon Arcangioli Salma Djoubri                         | 6:3, 6:0           |
| 5.  | 28. Mai 2022       | Oran                  | ITF W15     | Sand              | Amira Benaïssa           | Luisa Meyer auf der Heide Lexie Stevens                | kampflos           |
| 6.  | 10. September 2022 | Montreux              | ITF W60     | Sand              | Naïma Karamoko           | Jenny Dürst Weronika Falkowska                         | 2:6, 6:3, [16:14]  |
| 7.  | 1. Juni 2024       | Kuršumlijska Banja    | ITF W15     | Sand              | Karola Patricia Bejenaru | Elena Milovanović Andreea Prisăcariu                   | 7:68, 66:7, [10:5] |
| 8.  | 31. August 2024    | Collonge-Bellerive    | ITF W35     | Sand              | Naïma Karamoko           | Karolina Kozakova Valentina Ryser                      | 7:60, 6:0          |
| 9.  | 19. Oktober 2024   | Cherbourg-en-Cotentin | ITF W50     | Hartplatz (Halle) | Naïma Karamoko           | Tiphanie Lemaître Jekaterina Owtscharenko              | 4:6, 7:63, [10:7]  |